# Spectrum Center
O Spectrum Center (apelidado localmente de The Uptown Arena e CBA) é um ginásio localizado em Charlotte, Carolina do Norte (EUA). É a casa do times de basquetebol Charlotte Hornets (NBA).
Inaugurado em Outubro de 2005 com um show da banda de rock Rolling Stones, a primeira partida foi quando o time ainda se chamava Charlotte Bobcats em 5 de Novembro de 2005.
Tem capacidade para 19.026 torcedores em jogos da NBA, 14.100 em jogos de hóquei no gelo e de até 20.020 em competições de Wrestling. Para shows e concertos, a capacidade varia de 13 mil a 18.500 espectadores.
Além dos Rolling Stones, já se apresentaram no ginásio U2, Aerosmith, Lenny Kravitz e Bon Jovi.

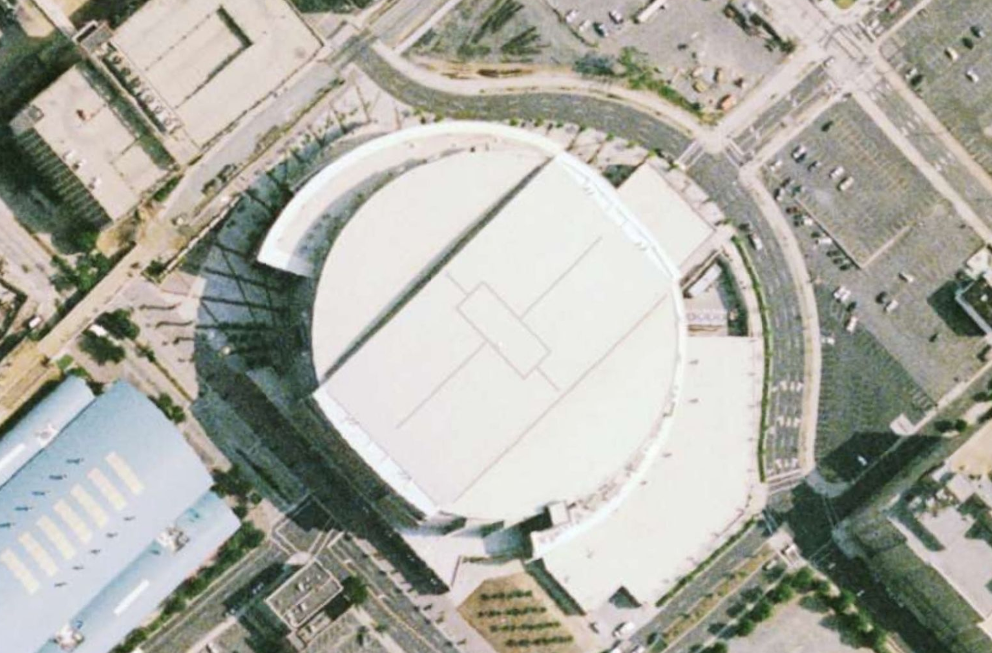
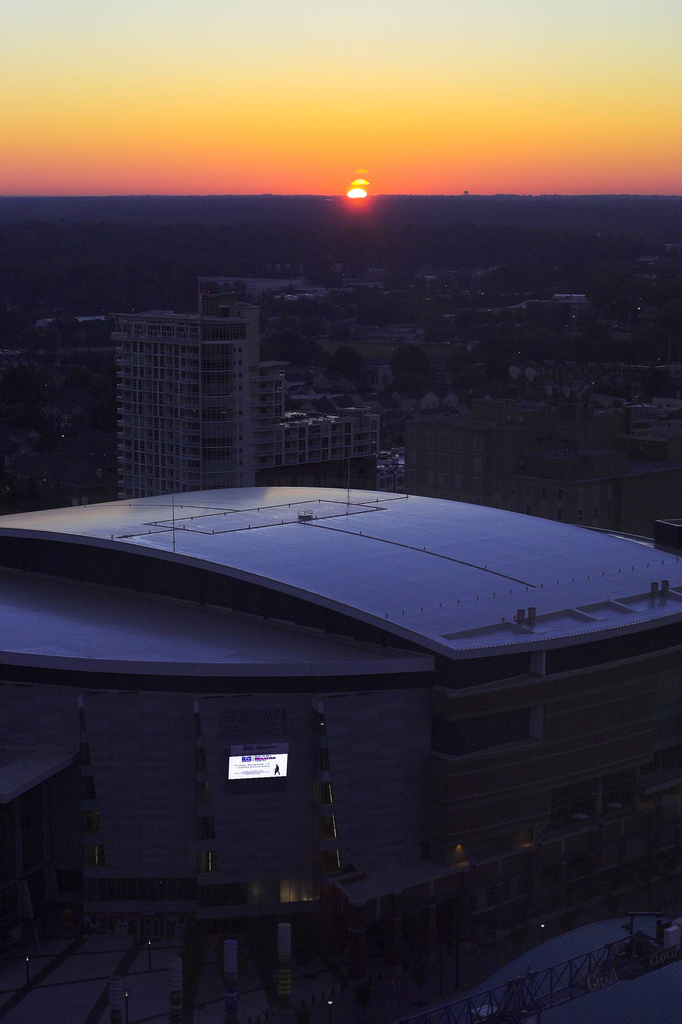
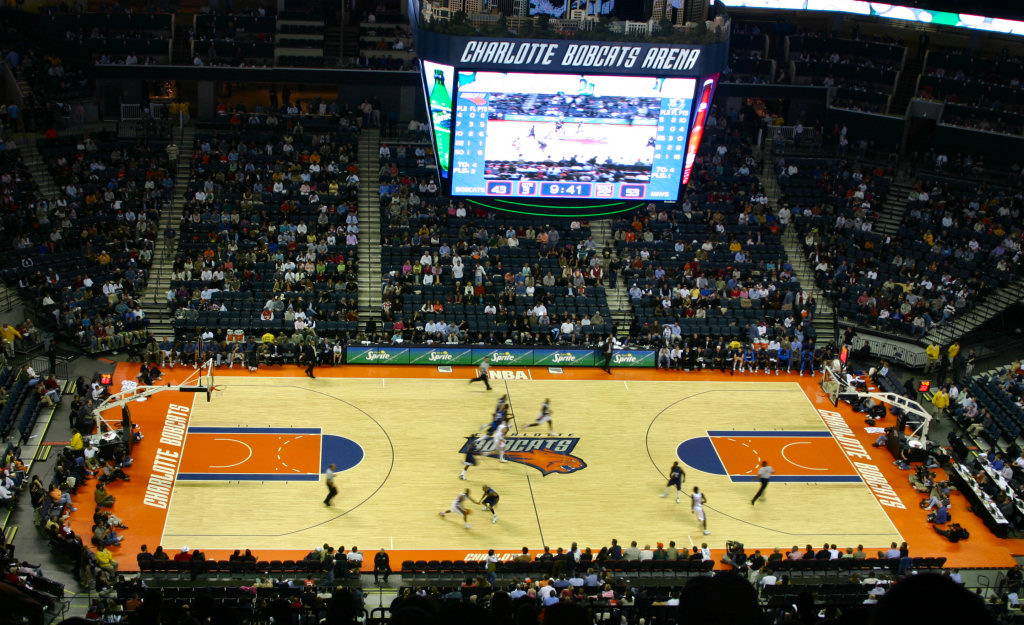
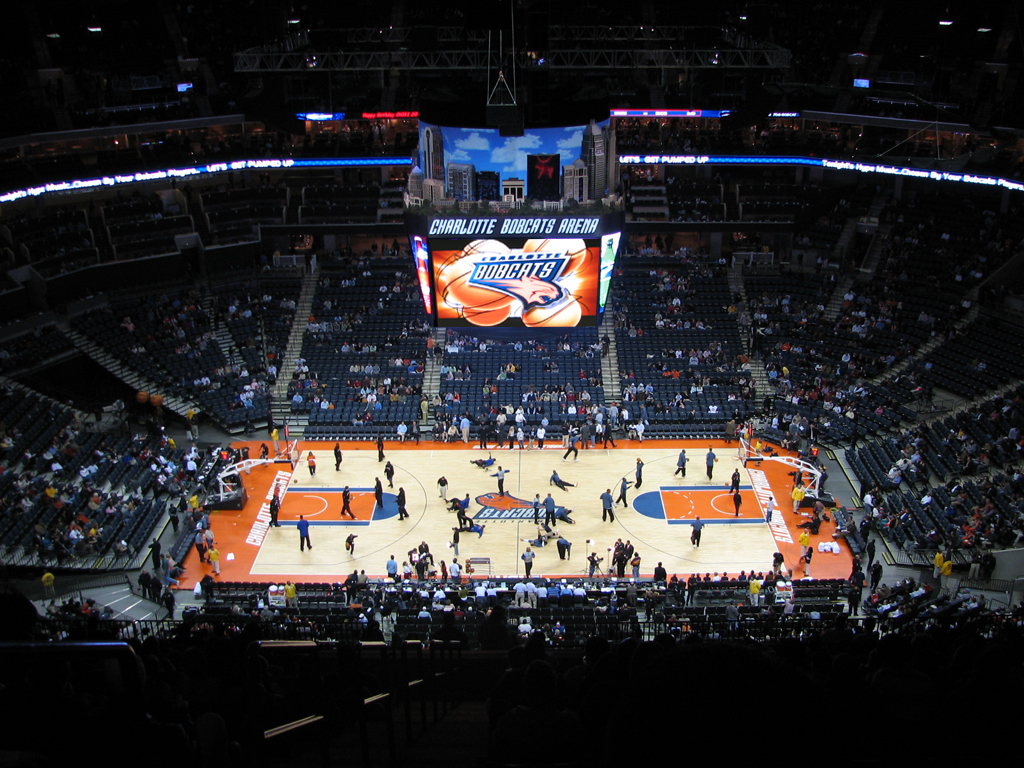
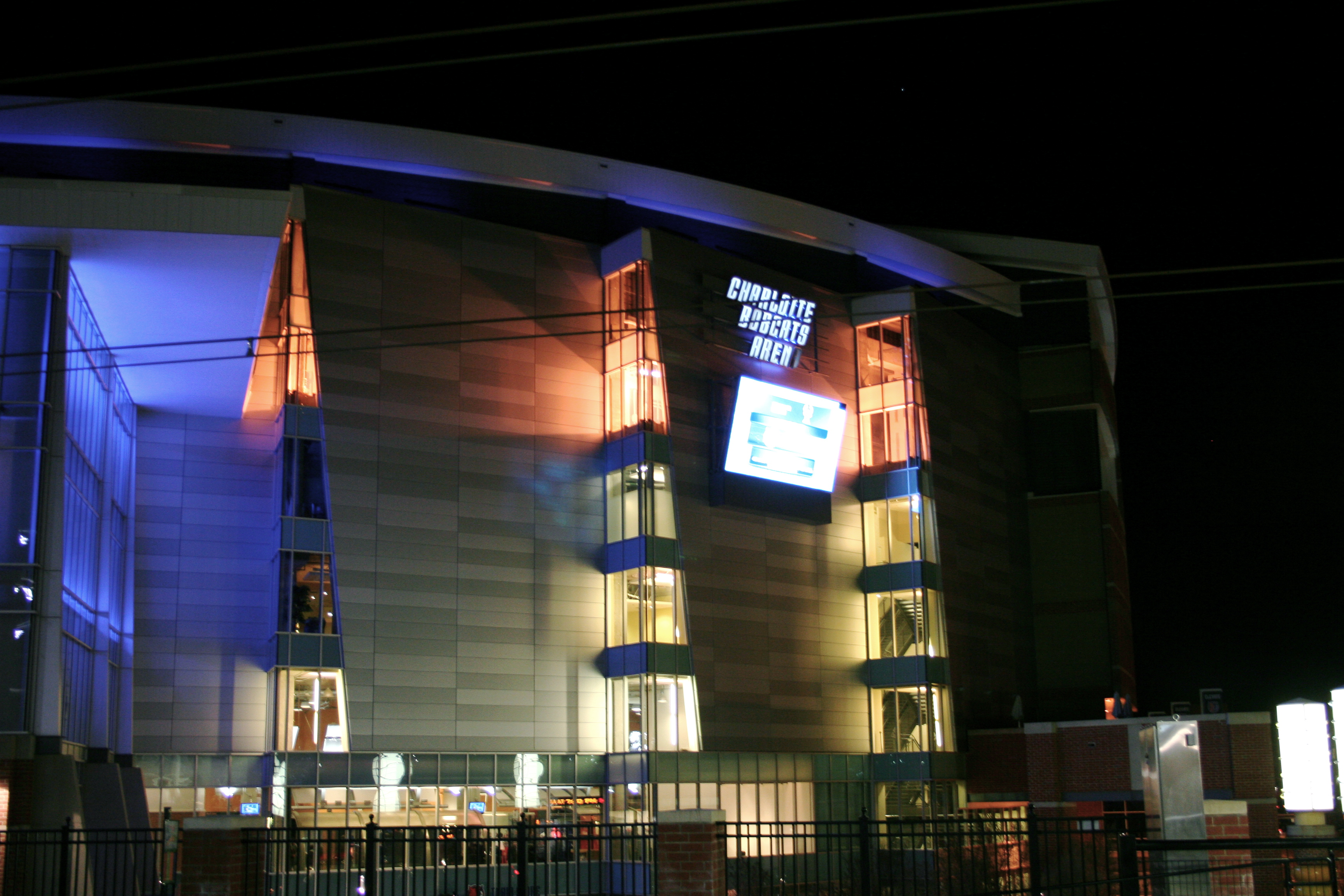
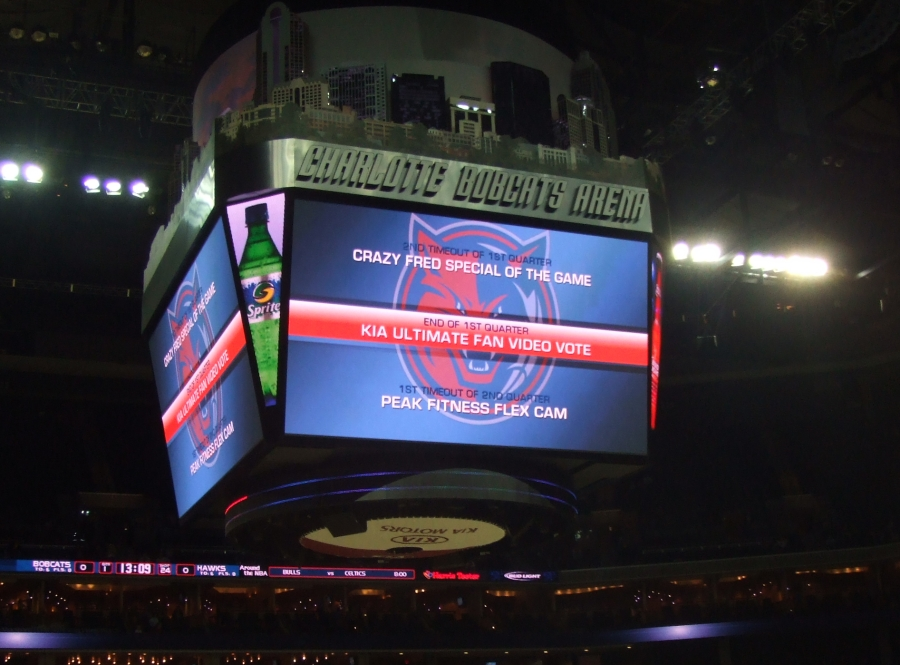
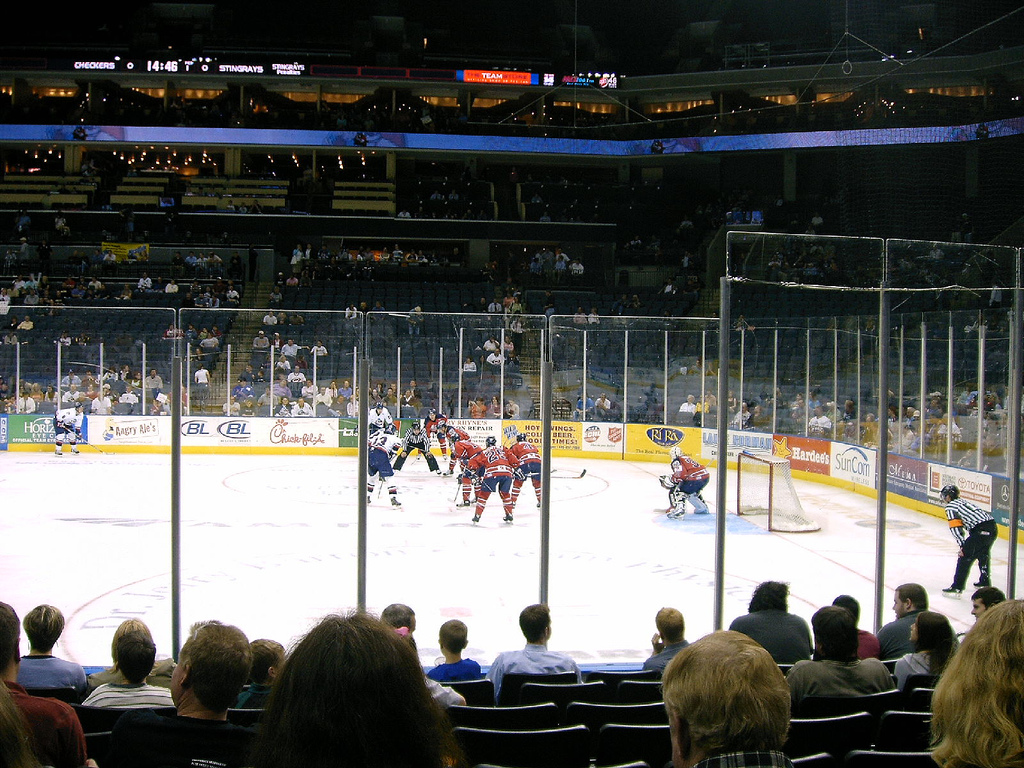